# Đá thật cao!
Đá thật cao! (tên gốc tiếng Nhật: ハイキック・ガール!, tên phát hành tiếng Anh là  High Kick Girl! là một bộ phim võ thuật được phát hành năm 2009 với sự tham gia của diễn viên Rina Takeda. trong phim có nhiều đòn thế Karate đẹp mắt được trình diễn.

## Nội dung
Phim kể về Kei (Rina Takeda đóng) là một cô bé nữ sinh trung học dễ thương đã đăng ký học một lớp Karate và nhanh chóng chứng tở bản lĩnh của mình không thua kém các bạn nam đồng môn. Tuy vậy nhưng sư phụ của cô, Matsumura, vẫn chưa công nhận cô đạt huyền đai (đai đen). Buồn chán, cô vội vàng gia nhập vào một hội gọi là "Những kẻ hủy diệt"- một nhóm chuyên đánh thuê để kiếm tiền. Nhưng cô không biết rằng mục đích thật sự của Những kẻ hủy diệt là đánh bại và tiêu diệt sư phụ Matsumura để trả thù thì cô quyết định cô phải làm bất cứ điều gì nó cần để chấm dứt với họ.

## Diễn viên
- Rina Takeda trong vai Kei Tsuchiya
- Tatsuya Naka trong vai Yoshiaki Matsumura
- Hisae Watanabe[2]
- Yuka Kobayashi
- Akihito Yagi
- Ryuki Takahasi
- Sayaka Akimoto trong vai Rika

## Đánh giá
Phim được đánh giá cao và xếp hạng đầu ở Nhật Bản. Nippion Cinema gave the film an average review. và cũng được đánh giá cao ở Mỹ.